# Miminiska Lake
Miminiska Lake är en sjö i Kanada.   Den ligger i Kenora District och provinsen Ontario, i den sydöstra delen av landet, 1 200 km nordväst om huvudstaden Ottawa. Miminiska Lake ligger 303 meter över havet. Den ligger vid sjön Howells Lake.
Trakten runt Miminiska Lake är nära nog obefolkad, med mindre än två invånare per kvadratkilometer.